# 泰什 (伊泽尔省)
泰什（法語：Têche，法語發音：[tɛʃ]）是法国伊泽尔省的一个市镇，属于格勒诺布尔区。

## 地理
泰什（45°10'58"N, 5°22'53"E）面积5.03 平方千米，位于法国奥弗涅-罗讷-阿尔卑斯大区伊泽尔省，该省份为法国东南部内陆省份，北起顺时针与安省、萨瓦省、上阿尔卑斯省、德龙省、阿尔代什省、卢瓦尔省和罗讷省。
与泰什接壤的市镇（或旧市镇、城区）包括：博略、伊泽龙、圣索沃尔、圣韦朗。

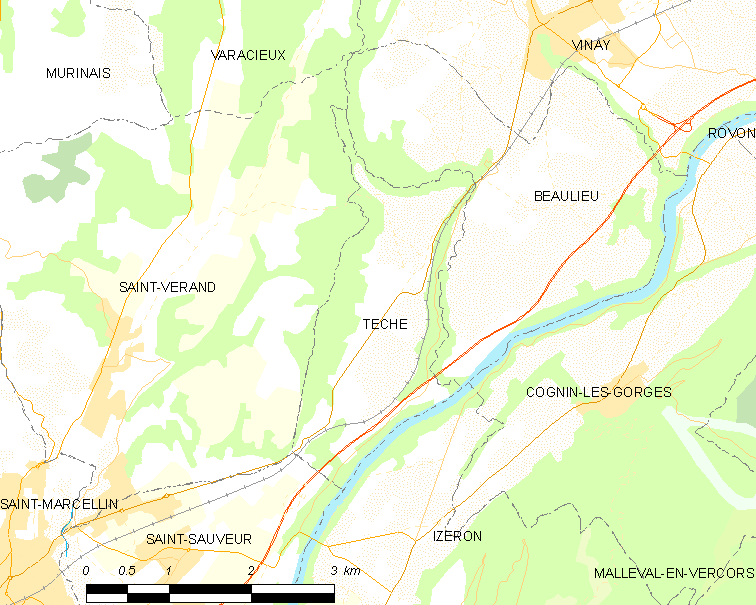
的OSM定位图

泰什的时区为UTC+01:00、UTC+02:00（夏令时）。

## 行政
泰什的邮政编码为38470，INSEE市镇编码为38500。

## 政治
泰什所属的省级选区为南格雷西沃当县。

## 人口

1962-2008年间人口变化图示

泰什于2022年1月1日时的人口数量为599人。